# La Nuit de l'été
 (mars 2016).
Si vous disposez d'ouvrages ou d'articles de référence ou si vous connaissez des sites web de qualité traitant du thème abordé ici, merci de compléter l'article en donnant les références utiles à sa vérifiabilité et en les liant à la section « Notes et références ».
La Nuit de l'été est un téléfilm français réalisé en 1978 pour TF1 par Jean-Claude Brialy.

## Synopsis
Le film retrace la fuite du roi Louis XVI et son arrestation à Varennes.

## Fiche technique
- Réalisateur : Jean-Claude Brialy
- Musique : Paul de Senneville et Olivier Toussaint
- Assistants : Denis Mazars, Jacques Bertrand, Tran Van Buu
- Chargé de production : Régine Hayem-Laforet

## Distribution
- Marina Vlady : La reine
- Henri Tisot : Le roi
- Maia Simon : Mme de Tourzel
- Eva Swann : Mme Élisabeth
- Sandrine Lanno : Mme Royale
- Romain Verlier : Le dauphin
- Dominique Davray : Mme Brunier
- Annick Blancheteau : Mme de Neuville
- Louis Choiseul : Moustier
- Philippe Roussel : Valory
- Yves Collignon : Drouet